# Schizocosa hewitti
Schizocosa hewitti là một loài nhện trong họ Lycosidae.
Loài này thuộc chi Schizocosa. Schizocosa hewitti được Roger de Lessert miêu tả năm 1915.